# Кларин (Ирландия)

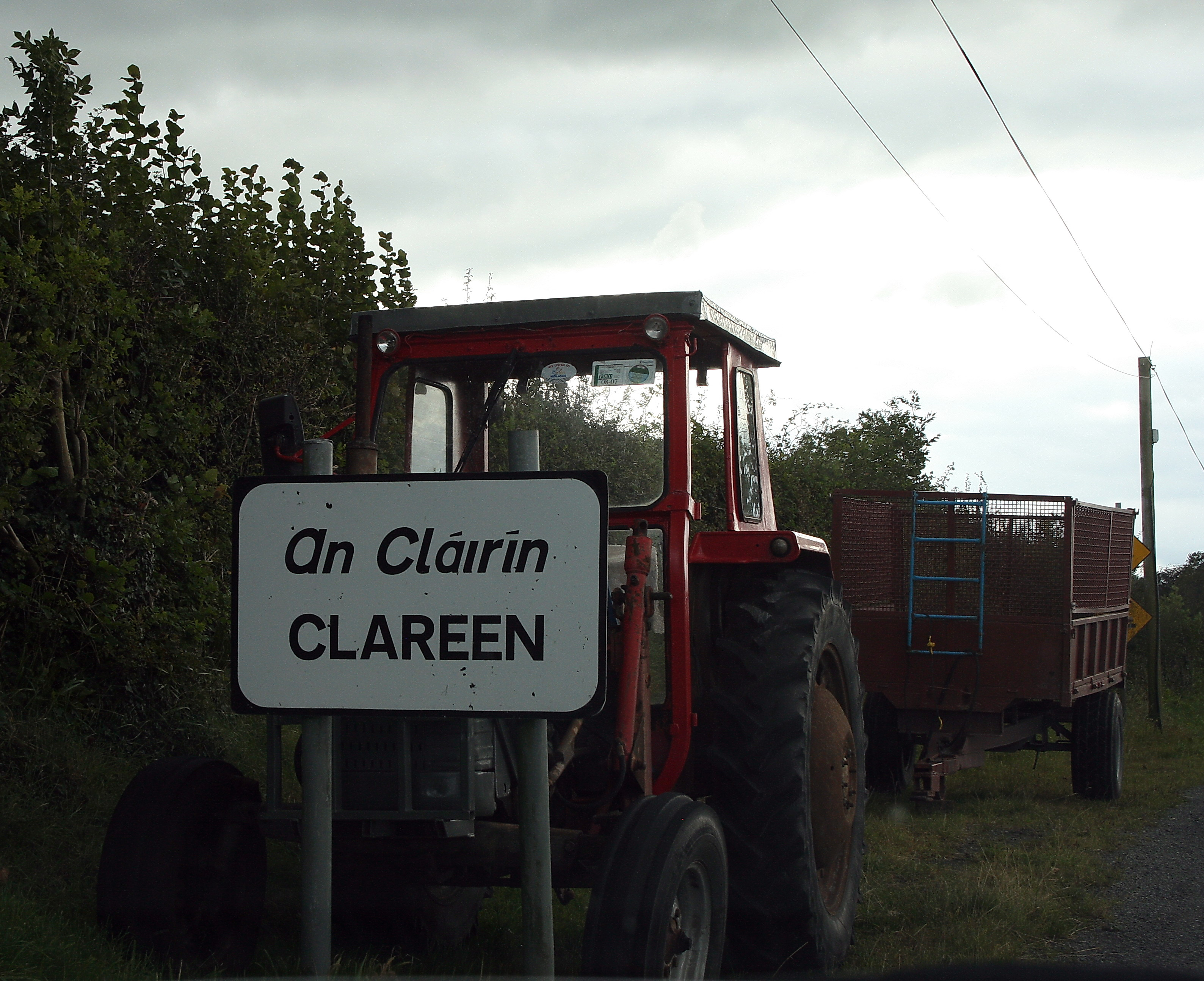

Кларин (англ. Clareen; ирл. An Cláirín) — деревня в Ирландии, находится в графстве Оффали (провинция Ленстер) на трассе R421, у подножия гор Слив Блум.